# Unzenberg
Unzenberg ist eine Ortsgemeinde im Rhein-Hunsrück-Kreis in Rheinland-Pfalz. Sie gehört der Verbandsgemeinde Kirchberg (Hunsrück) an.

## Geographie
Unzenberg liegt im Hunsrück im Kauerbachtal.
Die Gemeinde besteht aus den inzwischen zusammengewachsenen Ortsteilen Unzenberg, Göbenhausen und Tombach, die im amtlichen Verzeichnis nicht mehr gesondert ausgewiesen werden. Als zum Ort gehörender Wohnplatz wird dort noch Im Wilberstein genannt.

## Geschichte
Der Ort entstand aus den Ansiedlungen Göbenhausen (7 Höfe), Tombach (3 Höfe) und Unzenberg (9 Höfe). Um das Jahr 1310, nach neueren Erkenntnissen des Landeshauptarchiv Koblenz wohl 1330–1335, wird Unzenberg unter dem Namen Untinbach und Göbenhausen unter dem Namen Gebinhusin im Sponheimischen Gefälleregister der Grafschaft Sponheim erwähnt.
Mit der Besetzung des linken Rheinufers 1794 durch französische Revolutionstruppen wurde der Ort französisch, 1815 wurde er auf dem Wiener Kongress dem Königreich Preußen zugeordnet. Anfang des 20. Jahrhunderts erfolgte der Bau des außerhalb des Ortes liegenden Bahnhofs.
Nach dem Ersten Weltkrieg zeitweise französisch besetzt, ist der Ort seit 1946 Teil des damals neu gebildeten Landes Rheinland-Pfalz.

## Politik

### Gemeinderat
Der Gemeinderat in Unzenberg besteht aus acht Ratsmitgliedern, die bei der Kommunalwahl am 9. Juni 2024 in einer Mehrheitswahl gewählt wurden, und dem ehrenamtlichen Ortsbürgermeister als Vorsitzendem.

### Bürgermeister
Andreas Kasper wurde am 9. Juli 2024 Ortsbürgermeister von Unzenberg. Bei der Direktwahl am 9. Juni 2024 war er als einziger Bewerber mit einem Stimmenanteil von 95,7 % gewählt worden.
Kaspers Vorgänger Norbert Aßmann hatte das Amt am 18. November 2022 übernommen. Der bisherige Erste Beigeordnete wurde gemäß der Gemeindeordnung vom Rat in das Ehrenamt gewählt, da für eine am 25. September 2022 angesetzte Direktwahl kein gültiger Wahlvorschlag eingereicht wurde. Zuvor war Dietmar Klein seit Mai 2012 Ortsbürgermeister von Unzenberg. Im Sommer 2022 kündigte Klein jedoch an, aus persönlichen Gründen das Amt zum 31. Juli 2022 vorzeitig niederzulegen, wodurch eine Neuwahl erforderlich wurde. Kleins Vorgänger waren bis Januar 2012 Hermann Lorenz und bis 1999 Linus Dietrich. Von 1979 bis 1989 war Rolf Werthes († 2023) Ortsbürgermeister von Unzenberg.

### Wappen
| Wappen von Unzenberg | Blasonierung: „Schild von eingebogener, erniedrigter schwarzer Spitze, darin silberne Glocke, gespalten; rechts in Gold eine schwarze verschlungene Augenbinde, links in Grün über einer schräglinken silbernen Wellenleiste ein silbernes Mühlrad.“ |
| Wappen von Unzenberg | Wappenbegründung: Die Dreiteilung im Wappen symbolisiert die drei alten Siedlungen Göbenhausen, Tombach und Unzenberg. Die Augenbinde steht als Symbol der Gerichtsstätte auf der Höhe von Itzelbach bei Biebern, das Mühlrad und der Bachlauf rechts erinnern an die sechs Mühlen und den Bachlauf im Kauerbachtal. Der untere Teil zeigt die Dorfglocke, die in der Mitte des Ortes an einem hölzernen Glockenturm hängt. |

## Wirtschaft und Infrastruktur

### Windenergie
Auf einer Anhöhe östlich der Gemeinde liegt der Windpark Unzenberg mit aktuell fünf Windkraftanlagen  des Herstellers Vestas sowie zwei Anlagen von REpower Systems. Der Strom wird über ein Umspannwerk in Kirchberg, das für die Windparks Kirchberg und Neuerkirch errichtet wurde, in das Hochspannungsnetz eingespeist.
Geplant und gebaut wurde der Windpark vom Projektierer juwi, die Inbetriebnahme erfolgt Anfang 2012, gleichzeitig hat die Thüga Erneuerbare Energien GmbH & Co. KG den Windpark erworben, die Betriebsführung bleibt bei Juwi.

### Verkehr
Südlich des Ortes verläuft die Trasse der momentan wegen Oberbaumängel gesperrten Hunsrückquerbahn zwischen Langenlonsheim und Hermeskeil.